# Saline di Salins-les-Bains
Le saline di Salins-les-Bains sono uno storico impianto di estrazione del sale, ricavato da sorgenti nel sottosuolo, situato a Salins-les-Bains, in Francia.
Dichiarate monumento storico di Francia con due decreti: il primo del 1957 e il secondo del 2009, nel 2009 sono state inserite tra i patrimoni dell'umanità dell'UNESCO, in coppia con le Saline Reali di Arc-et-Senans.

## Storia
La grande salina di Salins-les-Bains è stata sfruttata almeno fin dal medioevo, e probabilmente anche prima. Comprende tre edifici: i depositi di sale, l'edificio del pozzo d'Amont ed un vecchio alloggiamento. È collegata alla salina di Arc-et-Senans per mezzo di due canali lunghi ben 21 km, nei quali circolavano le acque leggermente salate provenienti da Salins. Chiuse le porte nel 1962. Ancora oggi è un'importante testimonianza della lavorazione del sale in Francia.

## Funzionamento
L'acqua presente nel sottosuolo di Salins contiene 330 grammi di sale per litro, mentre l'acqua dell'oceano Atlantico, ad esempio, ne contiene solo 80. L'acqua veniva raccolta tramite pozzi, ed incanalata in condotti verso una pompa idraulica installata nel 1750.
Il mulino ad acqua che attiva la pompa idraulica viene alimentato dal fiume Furieuse. La pompa faceva risalire l'acqua salata in superficie dove veniva versata in grandi vasche di ferro chiamate poêles, dove veniva riscaldata da grandi fornaci situate al piano inferiore in modo da far evaporare l'acqua e cristallizzare il sale. Il lavoro dei sauniers, era molto duro a causa dell'alta temperatura presente nella sala. A partire dal 1779 l'acqua salata viene mandata verso la salina di Arc-et-Senans, perché lì si trovavano grandi foreste in grado di fornire tutta la legna necessaria. Attualmente l'acqua salata pompata viene usata per alimentare lo stabilimento termale.
All'interno delle saline, oggi trasformate in museo, è possibile ammirare tutti gli strumenti del mestiere, alcune foto del tempo, ed addirittura un filmato-documentario di inizio XX secolo, quando lo stabilimento era ancora in funzione.

## Galleria d'immagini

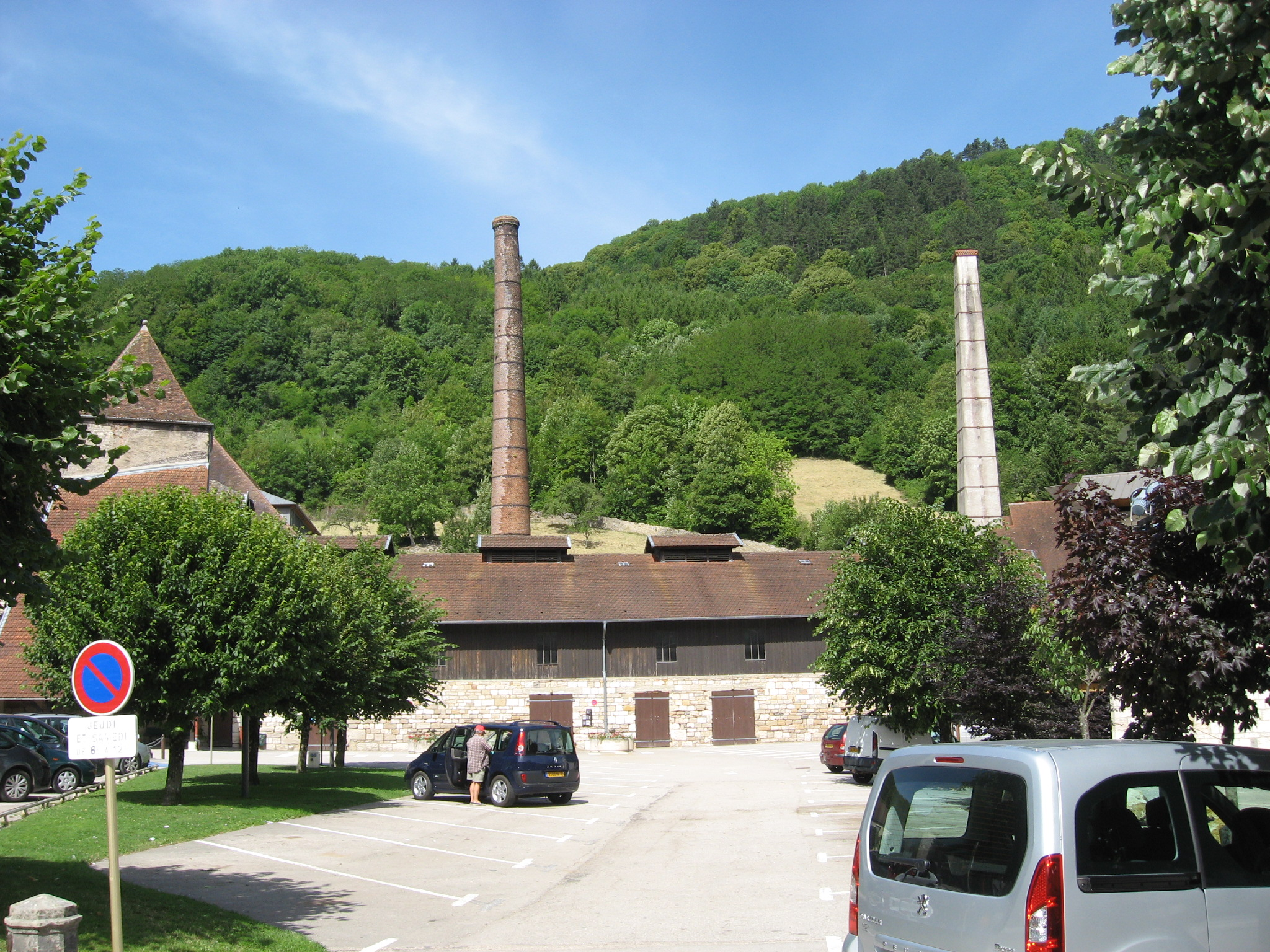
L'impianto delle saline visto da fuori
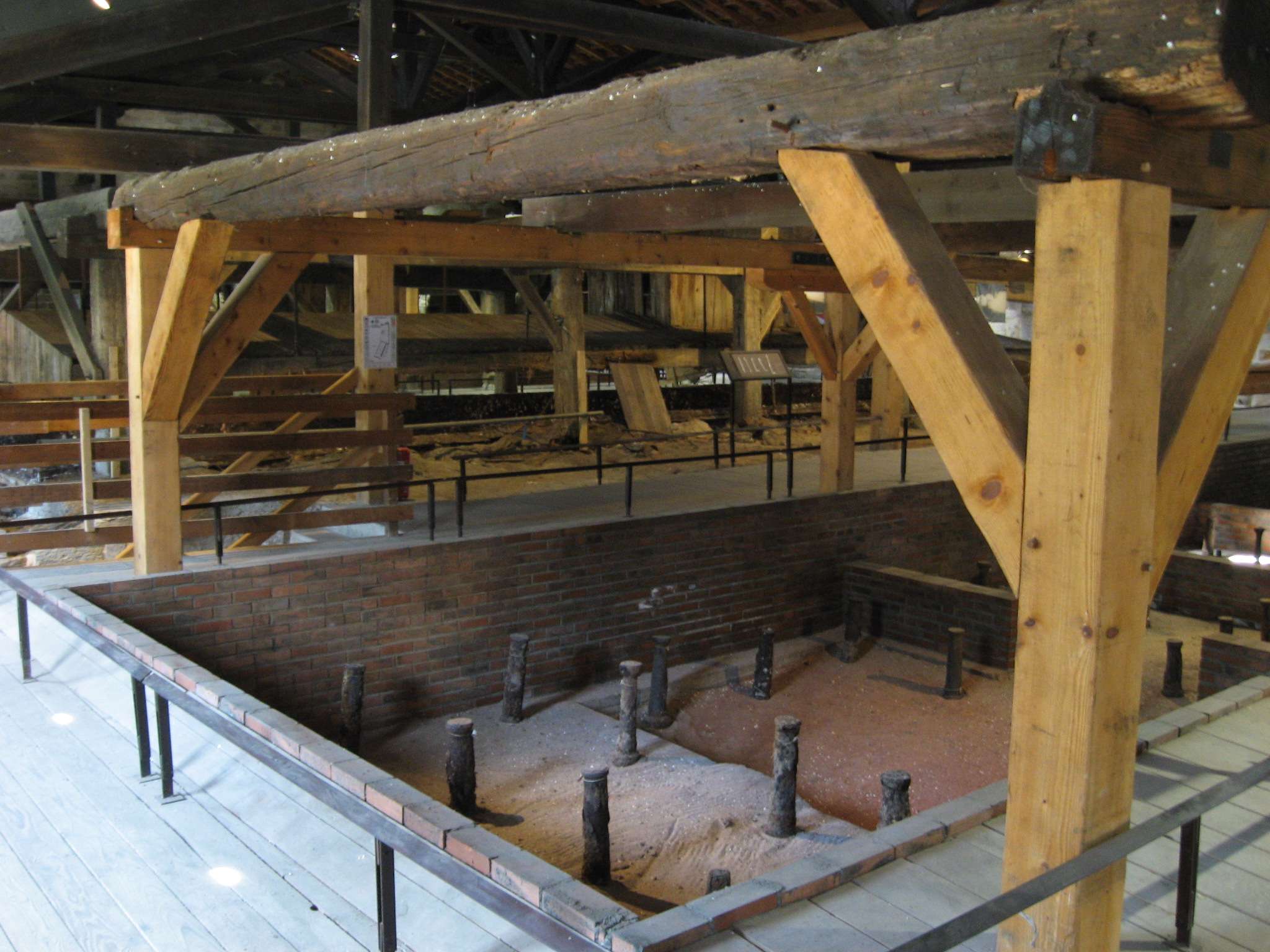
Tra i pilastri c'era la fornace. Sui pilastri veniva appoggiata la vasca in cui fluiva l'acqua salata
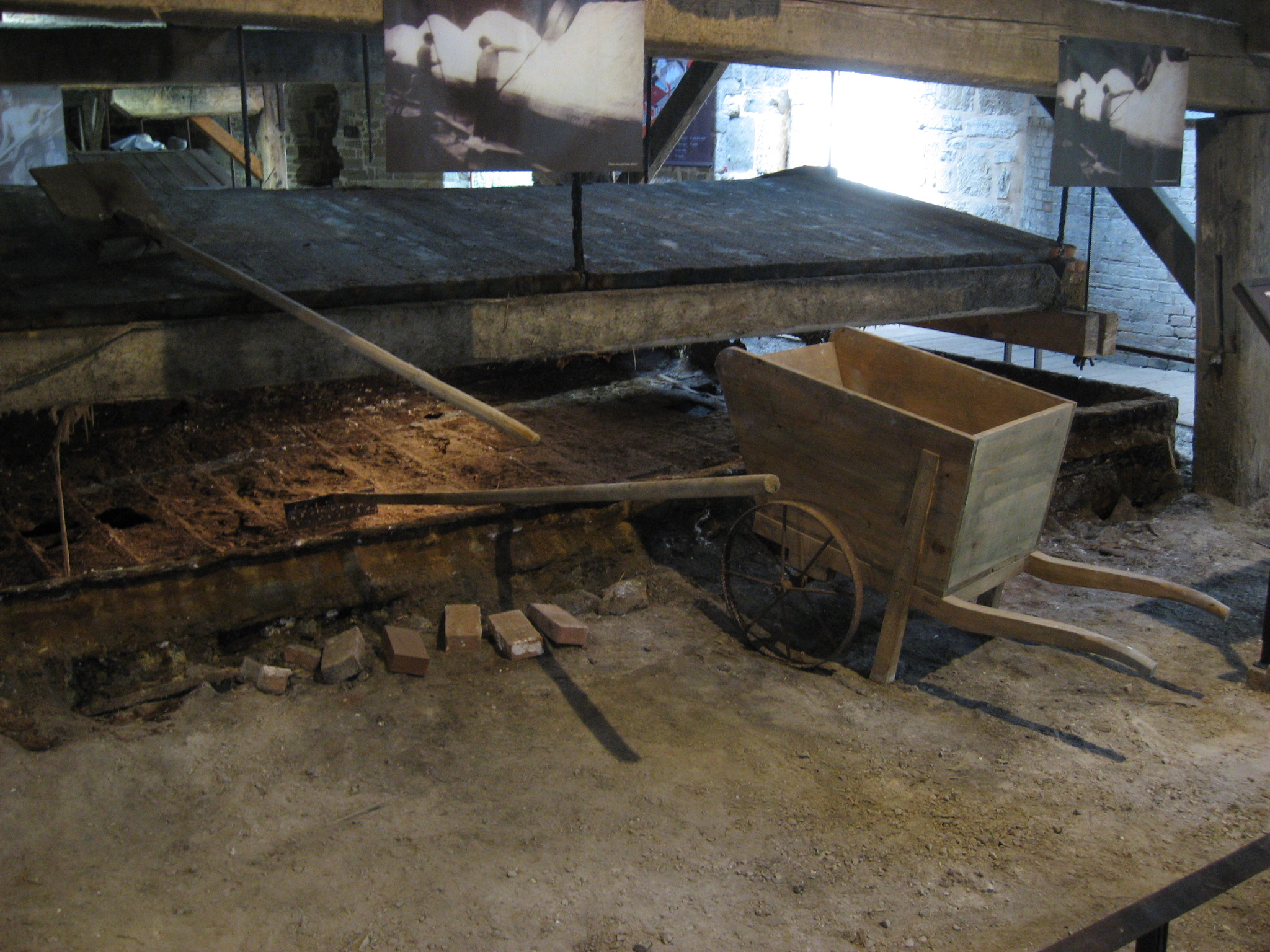
Carriola e pale usate per l'estrazione del sale
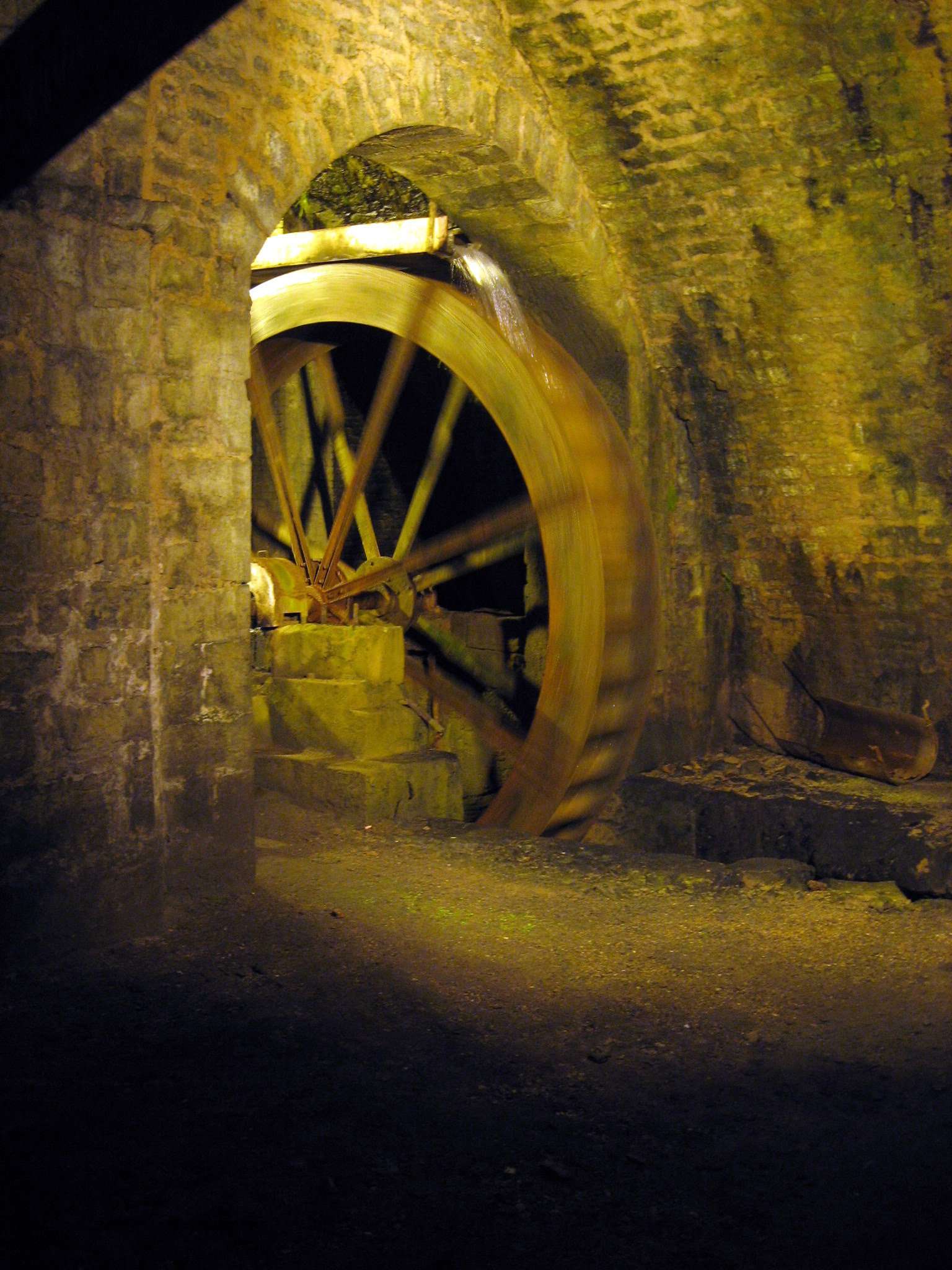
Saline sotterranee. Il mulino che aziona la pompa idraulica